# Stateless
Stateless — электронный коллектив из Англии, исполняющий музыку в жанрах альтернативный рок и трип-хоп. В состав группы входят Крис Джеймс (вокал, клавишные, гитара), kidkanevil (настоящее имя — Джерард Робертс, семплирование, программирование), Джастин Персиваль (бас-гитара, вокал) и Дэвид Левин (ударные).
Stateless были образованы в 2003 году в городе Лидс и, уже в 2004-м заключив контракт с лейблом Sony Music, выпустили свой первый сингл под названием «Down Here». В 2005 году группа под эгидой лейбла Regal выпустила четырёхпесенный мини-альбом The Bloodstream EP. В 2006 Stateless изменили состав и подписали контракт с !K7 Records. В 2007 году группа выпустила сингл Exit, за которым последовал первый студийный альбом под названием Stateless. В его поддержку были выпущены ещё два сингла («Prism #1» и «Bloodstream»). В том же году группа отправилась в турне по Соединённому Королевству и Европе, давая концерты и акустические шоу, продвигая альбом и исполняя материал из готовящейся второй студийной работы. В 2008 году First Word Records выпустил двойной сингл «Window 23» / «The Great White Whale», ставший результатом сотрудничества группы с Гевином Каслтоном. В 2010 году Stateless заключили контракт с независимым лейблом Ninja Tune, под эгидой которого 21 февраля 2011 года был выпущен второй полноформатник Matilda. Для его продвижения были выпущены два сингла («Ariel» и «Assassinations»), а также мини-альбом I’m on Fire EP. В настоящее время коллектив ведёт работу над созданием третьего LP.
Группу обычно сравнивают с творчеством таких коллективов как Radiohead и Portishead, а их первый полноформатник с ранними Coldplay. Кроме того, Stateless сформировали собственное звучание из разных музыкальных стилей, варьирующихся от классической музыки до психоделического рока, от дэнсхолл-регги до хип-хопа, на которое повлияли такие артисты как DJ Shadow, Autechre и Бьорк.

## История

### Формирование и ранние годы (2002—2004)
Группа была образована в 2002 году в городе Лидс, Уэст-Йоркшир. Крис Джеймс, Джеймс Стерди и Джон Тейлор в течение нескольких лет вместе играли в рок-группах. Решив, что этот более традиционный стиль не бросает им должного вызова, они начали расширять собственные музыкальные вкусы и вдохновения основанной на семплах электроникой и хип-хопом. На некоторое время они решили полностью отказаться от использования гитар в написании музыки, пытаясь направить звучание в совершенно новое русло. Их увлечённость хип-хопом привела к знакомству с диджеем kidkanevil (Джерард Робертс) в одном из ночных клубов Лидса. Джеймс встретил шотландца Рода Бьюкенена-Данлопа в университете в первый день учёбы по специальности «создание музыки и звуковые технологии» в Городской Школе Технологии Лидса. Позже Бьюкенен-Данлоп вошёл в состав группы как программист и Stateless стали квинтетом.
В феврале 2003 года они выпустили свою первую демозапись, включающую ранние версии песен «Exit» и «Prism #1» и записанную в студии школы Лидса. Чуть позже в том же году они отослали демо на шоу BBC Radio 1 OneMusic. Через два месяца после онлайн-премьеры первой записи, «Exit» была сыграна в вечернем шоу Колина Мюррея как часть программы «Знаменит на 15 секунд». Получив большое количество голосов от пользователей OneMusic, Stateless попали в лучшую десятку раздела демо Стива Ламака. «Prism #1» в конце концов попала в июльский «неподписанный список» OneMusic как одна из шести групп, выбранных путём национального голосования, и в течение последующих двух недель была в плейлисте «C» BBC Radio 1. Это пробудило интерес менеджеров нескольких записывающих компаний независимых и мейджор-лейблов, включая филиал Virgin Records Radiate и Sony Music.

### Контракт с лейблом иThe Bloodstream EP
Stateless начали работать с менеджером Мартином Холлом из Sanctuary Artist Management (известны по работе с Groove Armada, Manic Street Preachers) и в 2004 году подписали контракт на пять альбомов с Sony Music. В течение шести недель они записывали материал под руководством продюсера Джима Эббисса (работал с Kasabian, Arctic Monkeys) в знаменитой студии Rockfield в городе Монмут. 3 апреля 2004 года ограниченным изданием (по тысяче экземпляров компакт-диска и семидюймового винила) был выпущен первый сингл группы, «Down Here», со студийной версией песни «Horizon» в качестве би-сайда, а также одноимённый видеоклип в его поддержку. Stateless также перезаписали песню «Prism #1», и сделали её доступной для загрузки с их сайта. Позже в том же году они дали концерты на фестивалях Homelands и V, а также выступили на разогреве у группы Kosheen в их турне по Великобритании. Ранняя версия песни «Exit» вошла в саундтрек к видеоигре Driv3r. Когда Sony объединился с BMG контракт группы с лейблом автоматически аннулировался. Потеря контракта, по словам Джеймса, «стала для группы не столько ударом, сколько облегчением». «Мы были больше ориентированы на творчество, чем на заработок. Всё чего хотели мы — это писать музыку, они же просто хотели получить прибыль»

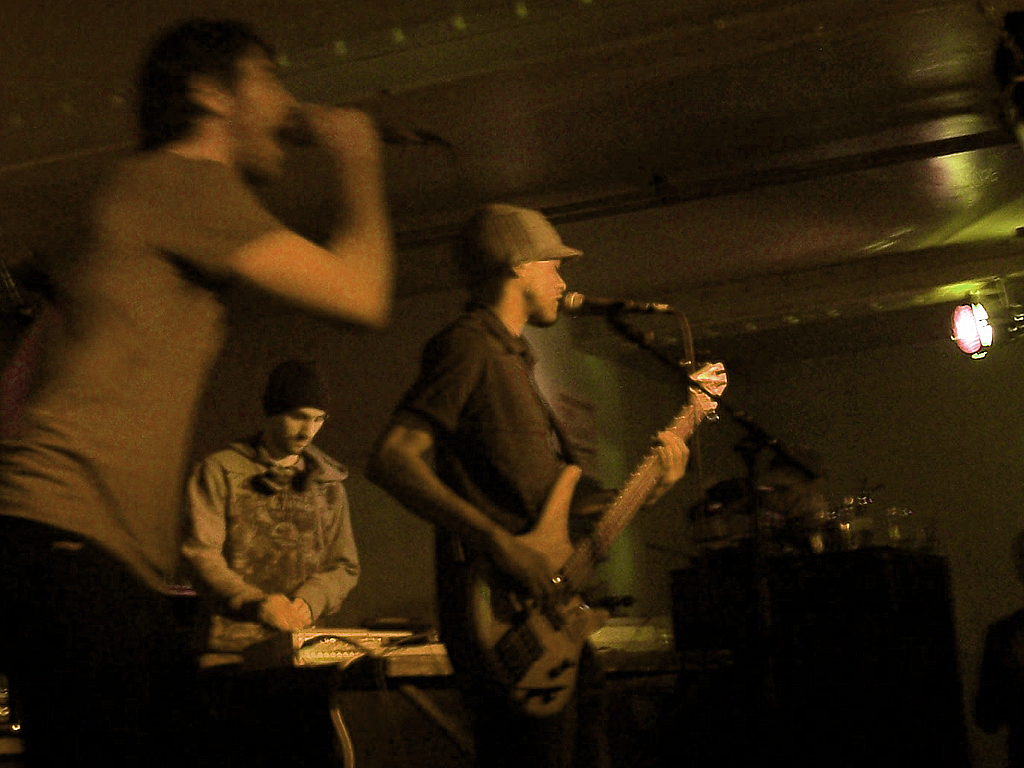
Джеймс, kidkanevil и Персиваль на выступлении Stateless в 2007 году

Позже были выпущены доступные для бесплатной загрузки с сайта Stateless сборник с записанными в живую и немикшированными студийными версиями песен «Down Here», «Horizon» и «Running Out», сделанными между ноябрём 2003-го и мартом 2004-го годов, а также видеоклип, снятый kidkanevil. В 30 апреля 2005 года живым выступлением в студенческом объединении Городского Университета Лидса Stateless собрали 1250 фунтов в поддержку организации «Международная амнистия».
25 июля 2005 года группа выпустила The Bloodstream EP через Regal Recordings, филиал лейбла Parlophone. Записываясь со Stateless Эббисс одновременно работал с DJ Shadow над очередным альбомом его проекта UNKLE и дал тому послушать несколько их песен. После этого DJ Shadow стал поклонником их творчества, заявив, что мини-альбом Stateless «близок к совершенству, чего я не слышал долгое время». В июне 2005 он пригласил Джеймса для сотрудничества в записи его нового альбома. Shadow встретился с Крисом в Лондоне, дал тому демо своих записей и неделю на то, чтобы написать тексты, после чего двое должны были встретиться в студии. Совместная работа вылилась в записи песен «Erase You» и «You Made It», которые были выпущены на альбоме DJ Shadow The Outsider. Джеймс, как приглашённый вокалист, присоединился к нему в турне 2006 года, отыграв 90 выступлений в 17 странах. В начале 2006 года Дэвид Левин (ударные) и Джастин Персиваль (бас-гитара, бэк-вокал) заменили покинувших группу Джеймса Стерди (ударные, пианино, струнные) и Джона Тейлора (бас-гитара, клавишные, гитара). Персиваль и Тейлор были школьными приятелями Джеймса с тех пор как им было по 13 лет и какое-то время играли с ним в различных рок-, метал-, фанк- и соул-группах. В ноябре того же года Stateless отыграли 14 шоу на разогреве в турне DJ Shadow по Великобритании.

### Новый звукозаписывающий лейбл иStateless(2006—2008)

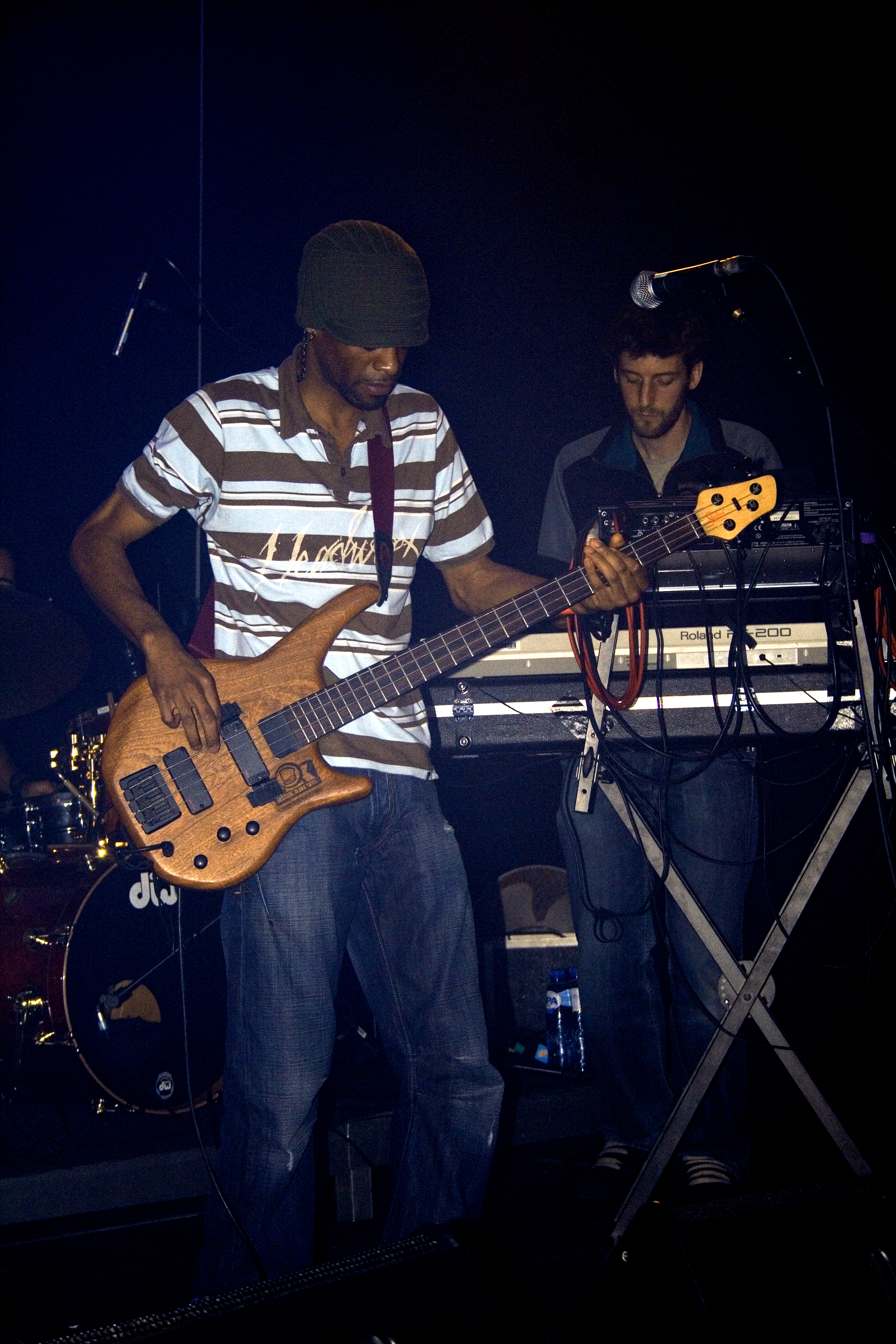
Персиваль и Бьюкенен-Данлоп на концерте Stateless в 2007 году

В ноябре 2006-го Stateless подписали новый контракт с берлинским электронным лейблом !K7 Records. 14 мая 2007 года был выпущен сингл «Exit» с би-сайдом «Hurricane». 16 июля был выпущен первый студийный альбом под названием Stateless. Две трети альбома были записаны и спродюсированы Джимом Эбиссом и содержат все песни, выпущенные ранее на The Bloodstream EP и первом сингле «Down Here». Остальную часть материала была подготовлена самой группой; в итоге первая половина песен была записана в Rockfield Studios, другая — в их домашней студии в Лидсе. В июле того же года вышел второй сингл с альбома — «Prism #1», сопровождаемый клипом, который был номинирован на премию «Новичок» канала mtvU. 29 октября был выпущен «Bloodstream» — третий и последний сингл с альбома, а также видео к нему.
Stateless получил ротацию на радиостанциях BBC, причём диджей BBC 6 Music Зейн Лоу ставил как синглы, так и просто альбомные песни («This Language»). Обложки альбома и синглов были разработаны лондонской дизайнерской компанией Non-Format. «Exit» была использована в четвёртом сезоне сериала «C.S.I.: Место преступления Нью-Йорк» в эпизоде «Down the Rabbit Hole», «Bloodstream» прозвучала в фильме Серджо Рубини «Удар глаза» и в серии «Flight Risk» седьмого сезона сериала «C.S.I.: Место преступления Майами». Ремикшированная и обновлённая версия «Bloodstream» была включена в саундтрек к первому сезону сериала «Дневники вампира».
В 2006 году сотрудничество с автором-исполнителем Гевином Каслтоном вылилось в выпуск двойного сингла «Window 23» / «The Great White Whale» с его дополнительным вокалом. Однако из-за того, что лейбл !K7 был нацелен на продвижение дебютного альбома и его синглов, «Window 23» / «The Great White Whale» был выпущен только 20 июля 2008 года на First Word Records (лейбл, на котором kidkanevil выпустил четыре сольных альбома).
Только выпустив дебютный диск, Stateless стали писать материал к новой полноформатной работе. Осенью 2007-го и в 2008-м годах группа отыграла живые шоу на нескольких фестивалях, а также акустические сеты по Великобритании и в Европе. Песни из готовящегося альбома («Junior» и «Whiter Than Snow») были представлены публике уже в этом туре. В марте 2008 года они должны были дать первое выступление за океаном на фестивале SXSW в Остине, Техас, однако, вынуждены были его отменить.

### Matilda(2011—по настоящее время)
Материал нового альбома впервые был представлен на нескольких живых выступлениях в течение 2008 года. Запись второй студийной работы началась в Лондоне в сентябре того же года. Продюсером выступил Дэмиен Тейлор, с которым Джеймс познакомился на концерте Бьорк. Запись получилась сложной, так как группа работала в Лондоне, а Тейлор находился в Ванкувере. «Я думаю, что стал чересчур одержимым, — признаётся вокалист, — У меня развилась бессонница. Я буквально не мог перестать думать о записи. Это было совершенно нездорово и этот промежуток времени был немного мрачным». Ближе к концу 2009 года Джеймс вылетел в Ванкувер и финальные запись и микширование альбома производилась там. В декабре 2009 года Бьюкенен-Данлоп покинул группу для начала новой карьеры, оставив Stateless квартетом.
В 2010 году Stateless подписали контракт с лондонским лейблом Ninja Tune. Официальный релиз альбома Matilda состоялся 21 февраля 2011 года. В его поддержку были выпущены два сингла: «Ariel» и «Assassinations». В песне «Visions» впервые звучит вокал Персиваля, а в записи «Ballad of NGB» и посвящённой DJ Shadow «Song for the Outsider» принимал участие Квартет Баланеску. 8 февраля группа выступила на фестивале HMV’s Next Big Thing, а также дала несколько концертов на территории Европы.
I’m on Fire EP с ремиксами на заглавную песню от артистов Ninja Tune Slugabed и Blue Daisy, а также версию «Bloodstream», записанную совместно со струнным квартетом Баланеску. Композицию «I’m On Fire» Джеймс исполняет дуэтом с Шарой Уорден (My Brightest Diamond), с которой они познакомились в 2008 году на телевизионном шоу в Манчестере и которая позже участвовала в съёмках клипа на песню. 16 сентября 2011 года Stateless совместно с квартетом Баланеску дали концерт в лондонской церкви Union Chapel.
В 2012 году инструментальные версии песен «Ariel» и «Miles to Go» были использованы в качестве саундтрека к видеоигре Sleeping Dogs.
В  2013 году группа начала запись третьего альбома на студии в Берлине с Дэмиеном Тейлором и Куэси Дарко (Blue Daisy) в качестве продюсеров. Параллельно с этим Джеймс начал работу над сольной карьерой и собственным альбомом, в записи которого принимает участие квартет Баланеску. В ноябре 2013 года музыкант выложил в сеть посвящённую Дилану Томасу песню «The Force (Song for Dylan)». Релиз обоих альбомов намечается в 2014 году.

## Музыкальный стиль

### Стиль и основные влияния
Стиль группы часто описывают как пересечение музыки Radiohead и DJ Shadow, также напоминающий о таких группах как Portishead, Coldplay, UNKLE и Massive Attack. В начале формирования собственного звучания группа оглядывалась на брит-поп-движение и прочие гитарные коллективы. Несмотря на такое традиционное рок-происхождение, на Stateless оказали огромное влияние электронная и танцевальная музыка, хип-хоп и трип-хоп. C самого начала группа решилась отказаться от гитар и сосредоточилась на использовании проигрывателей и семплеров на регулярной основе наряду с клавишными, бас-гитарой и ударными для создания своего звука.
Смешение нескольких музыкальных стилей и разнообразие повлиявших на Stateless проектов затрудняют определение точных жанра или сцены. Сами же музыканты не пытаются ограничить себя рамками какого-то одного жанра. Подобный творческий подход в написании музыки, как говорит Дэвид Левин, непосредственно отражён в названии коллектива: «в музыкальном смысле мы не имеем гражданства (англ. Stateless), то есть не принадлежим к какому-то определённому жанру)». Крис Джеймс утверждает, что их имя отражает то, к чему принадлежит их творчество: «В основном оно означает свободу. Мы хотим быть свободными от музыкальных барьеров, границ и рамок» и что оно «отражает наши чувства о нашем способе написания музыки. Никаких границ, клеток и правил».
Stateless утверждают, что сформировали собственное звучание из разных стилей, варьирующихся от классической музыки до психоделического рока, от дэнсхолл-регги до хип-хопа и электронной музыки Warp Records и подобных лейблов. Разные музыкальные предпочтения участников группы, по их мнению, оказали решающее влияние. В частности среди артистов они называют Radiohead, DJ Shadow и его высоко оценённый критиками альбом Endtroducing....., Massive Attack, Autechre, Бьорк и Aphex Twin. Вокал Криса Джеймса и, в частности, его фальцет часто сравнивают с работами Тома Йорка, Джефа Бакли, а иногда ошибочно принимают за голос Криса Мартина из Coldplay. Когда его спрашивают о подобных ассоциациях он игнорирует непосредственные сравнения: «Я пел всю свою жизнь. Я никогда не хотел брать за основу работу какого-то другого вокалиста и я определённо не хотел звучать в точности как кто-либо ещё». Сам Джеймс утверждает, что значительное влияние на него оказали Нина Симоне, Джеф Бакли, Отис Реддинг, а также вокалисты из мира рэп-музыки.

### Написание музыки и текстов песен
В то время как Джеймс является основным авторов текстов к песням, в написании музыки принимают участие все члены группы. Персиваль также написал тексты к некоторым песням второго студийного альбома Matilda. Stateless говорят, что написание песни обычно начинается с того, что Джеймс играет на пианино или один из участников группы программирует ритм. Они утверждают, что в сочинительстве придают большое значение ритмическому рисунку музыки, однако не меньше внимания уделяют текстам и мелодии: «Мы стараемся достигнуть гармонии, — объясняет Джеймс, — в которой тексты и мелодия также важны как ритм и электроника. Сейчас есть множество различных инструментов для производства музыки, однако не все из них предполагают наличие текстов и вокала, мы же сокращаем разрыв между двумя мирами».
Группа задалась целью продемонстрировать разнообразие лирических тем на одноимённом дебютном альбоме, о чём рассказал Джеймс: «На некоторые песни нас вдохновили мечты, фантазирование, стирание границ между реальностью и фантазией. „This Language“ является антивоенной песней, „Exit“ — просто взрыв, а „Bluetrace“ психоделическая, её вторая половина похожа на первобытный крик. Мы просто хотели хорошенько пошуметь!» Что касается второго альбома, Stateless нацелились повзрослеть и увеличить чувство самосознания, а также меньше сосредотачиваться на «ссорах и подобном» и больше на «желаниях, поисках, любви, жизни, смерти, волшебстве, вожделении и прощении», по словам Джеймса. «Мы также развили собственные взаимоотношения вне сцены. Нам было весело этот альбом, потому что это было похоже на то как пять лучших друзей играют в студии».

## Дискография

### Студийные альбомы
| Год  | Подробности                                                                      |
| ---- | -------------------------------------------------------------------------------- |
| 2007 | Stateless - Выпущен: 16 июля 2007 - Лейбл: !K7 - Форматы: CD, ЦД                 |
| 2011 | Matilda - Выпущен: 21 февраля 2011 - Лейбл: Ninja Tune - Форматы: 2×CD, 2×LP, ЦД |

### Мини-альбомы
| Год  | Подробности                                                                                 |
| ---- | ------------------------------------------------------------------------------------------- |
| 2005 | The Bloodstream EP - Выпущен: 25 июля 2005 - Лейбл: Regal/Parlophone - Форматы: 10”, CD, ЦД |
| 2011 | I’m On Fire EP - Выпущен: 25 июля 2005 - Лейбл: Ninja Tune - Форматы: ЦД                    |

### Синглы
| Дата       | Сингл                                                               | Высшие позиции в чартах | Альбом    |
| Дата       | Сингл                                                               | Dance                   | Альбом    |
| ---------- | ------------------------------------------------------------------- | ----------------------- | --------- |
| 05.04.2004 | «Down Here»                                                         | —                       | Stateless |
| 14.05.2007 | «Exit»                                                              | —                       | Stateless |
| 30.07.2007 | «Prism #1»                                                          | —                       | Stateless |
| 29.10.2007 | «Bloodstream»                                                       | 25                      | Stateless |
| 20.07.2008 | «Window 23» / «The Great White Whale» (при участии Гевина Каслтона) | —                       | —         |
| 15.11.2010 | «Ariel»                                                             | —                       | Matilda   |
| 14.02.2011 | «Assassinations»                                                    | —                       | Matilda   |

### Видеоклипы
| Год  | Песня         | Режиссёр(ы)      |
| ---- | ------------- | ---------------- |
| 2004 | «Down Here»   | Бен Иб           |
| 2007 | «Prism #1»    | MODEFY (Мо Стоб) |
| 2007 | «Bloodstream» | Mox              |
| 2010 | «Ariel»       | FIELD            |
| 2011 | «I’m on Fire» | Энн Паас         |